# Tricoptilose
Tricoptilose é o rompimento na ponta do pelo, dividindo-o em duas ou mais pontas.
Tricoptilose:
É um quadro comum, caracterizado por cabelos frágeis, muito conhecido como ponta dupla.  É o rompimento das pontas que se dividem em duas ou mais. 
A causa é o uso indevido de produtos químicos. O tratamento é basicamente a utilização de produtos de boa qualidade, que hidratem e devolvam a água do fio, o uso de queratina é muito indicado,pois a mesma trata os fios os deixando, mais maleáveis e hidratados, além de um bom reparador de pontas.